# بيمارستان مكناس
بيمارستان مكناس هو بيمارستان أسَّسه أبو عنان فارس (السُلطان المريني من عام 1348 حتى قتلهُ وزيرهُ في عام 1359 للميلاد) ويقعُ في حي الحمام الجديد بمدينة مكناس، وهو منقسمٌ إلى قسمين قسمٌ لعلاج المَرضى يتكون من حجرات صغيرة تتناسقُ في ثلاث جهات، وقسمٌ آخر مُخصَّص لإقامةِ المعتوهين.